# داون بد (ترانه تیلور سوئیفت)
داون بد (انگلیسی: Down Bad) ترانه ای است از تیلور سوئیفت، خواننده و ترانه‌سرای آمریکایی که در یازدهمین آلبوم استودیویی او، دپارتمان شاعران رنج‌کشیده (۲۰۲۴) قرار گرفته است. او آهنگ را با جک آنتونوف نوشت و تولید کرد که با اعضای گروهش بلیچر سازهای آهنگ را می‌نواخت. یک آهنگ سینت پاپ با عطف اراندبی دربارهٔ یک شیفتگی لحظه ای است که عاشق شدن را با ربوده شدن توسط بیگانگان مقایسه می‌کند.
در بررسی‌های نشریات، برخی از منتقدان به نفع خود «داون بد» را آهنگی جذاب با اشعار ساده می‌دانستند. این آهنگ در بین ۱۰ آهنگ برتر در استرالیا، کانادا، لوکزامبورگ، مالزی، نیوزلند، فیلیپین، سنگاپور، بریتانیا و ایالات متحده قرار گرفت. سوئیفت این آهنگ را در لیست بازسازی شده تور دوره‌ها که از ماه مه ۲۰۲۴ شروع می‌شود، قرار داد.